# Сьвінсько
Сьвінсько (пол. Świńsko) — село в Польщі, у гміні Томашув-Мазовецький Томашовського повіту Лодзинського воєводства.
Населення — 103 особи (2011).
У 1975-1998 роках село належало до Пйотрковського воєводства.

## Демографія
Демографічна структура станом на 31 березня 2011 року:
|          | Загалом | Допрацездатний вік | Працездатний вік | Постпрацездатний вік |
| -------- | ------- | ------------------ | ---------------- | -------------------- |
| Чоловіки | 58      | 15                 | 37               | 6                    |
| Жінки    | 45      | 12                 | 23               | 10                   |
| Разом    | 103     | 27                 | 60               | 16                   |